# Лорд-адвокат
Адвокат Его Величества или Лорд-адвокат (англ. Lord Advocate) — главный советник Короны в Шотландии по правовым вопросам. Аналогичный пост существует в Англии и Уэльсе — должность Генерального Атторнея. Должность лорда-адвоката появилась в Шотландии в 1483 году. Первым деятелем, занимавшим данную должность, был некий Джон Росс. До 1999 года лорд-адвокат входил в британское правительство. После деволюции в Великобритании лорд-адвокат стал членом шотландского кабинета министров. Он также является одним из высших сановников Шотландии.

## Роль и функции лорда-адвоката
Исторически, вплоть до упразднения поста в 1708 году, Лорд-Адвокат был членом Тайного совета монарха Шотландии, а с 1578 года стал играть все более значимую роль в ходе уголовного преследования, которое до этого было делом частных лиц.
Лорд-адвокат, старший советник по вопросам законодательства, играет важную роль в судопроизводстве Шотландии:
- возглавляет систему уголовного преследования и расследования случаев смерти;
- является старшим юридический советником правительства Шотландии;
- представляет шотландское правительство в гражданском судопроизводстве.

Назначается лорд-адвокат Шотландии королевой Великобритании по совету Первого министра. В отличие от других членов шотландского кабинета, Первый министр Шотландии не может сместить адвоката Короны без согласия парламента.
Заместителем лорд-адвоката является Генеральный Солиситор. Он имеет право исполнять обязанности адвоката Её Величества в случае его отсутствия по какой-либо причине. Лорд-адвокат также имеет право уполномочить своего заместителя для решения какой-либо задачи.
В результате разразившегося в 2021 году скандала в связи с обвинениями и делом против бывшего первого министра Алекса Салмонда, беспристрастность должности, — поделенной между министерским креслом и должностью государственного обвинителя, на которой в тот момент был Джеймс Вольф, — была поставлена под сомнение большинством представителей правовой профессии в Шотландии.
16 июня 2021 года первый министр Никола Стерджен назначила на должность лорда-адвоката Дороти Бэйн, а на пост её заместителя — Рут Чартерис, обе из которых имеют квалификацию королевских адвокатов.